# Víctor Ferreres
Víctor Ferreres   (1967) és catedràtic de Dret Constitucional a la Universitat Pompeu Fabra i professor ordinari de Dret Constitucional a l'Escola Judicial.
Llicenciat en Dret per la Universitat de Barcelona, és Doctor en Dret per la Yale Law School i per la Universitat Pompeu Fabra, on actualment imparteix classes de Dret Constitucional. Ha publicat diversos articles i llibres, entre els quals destaquen El principio de taxatividad en material penal y el valor normativos de la jurisprudencia: una perspectiva constitucional (Civitas, 2002) i Justícia constitucional i democràcia (Centro de Estudios Políticos y Constitucionales, 2007).
El 1996 va rebre el premi Francisco Tomás y Valiente, atorgat pel Tribunal Constitucional d'Espanya.